# Bromuro de vanadio(III)
El bromuro de vanadio (III), también conocido como tribromuro de vanadio, describe los compuestos inorgánicos con la fórmula VBr3 y sus hidratos. El material anhidro es un sólido de color negro. En cuanto a su estructura, el compuesto es polimérico y presenta un vanadio(III) octaédrico rodeado por seis ligandos de bromuro.

## Preparación
El VBr3 se ha preparado mediante el tratamiento de tetracloruro de vanadio con bromuro de hidrógeno:
2 VCl4 + 8 HBr → 2 VBr3 + 8 HCl + Br2
La reacción se produce a través del inestable bromuro de vanadio (IV) (VBr4), que libera Br2 cerca de la temperatura ambiente. 
También es posible preparar bromuro de vanadio (III) mediante la reacción entre bromo y vanadio o ferrovanadina: 
2 V + 3 Br2 → 2 VBr3
2 VFe + 6 Br2 → 2 VBr3 + FeBr3

## Propiedades

### Físicas
El bromuro de vanadio (III) se presenta en forma de cristales negros, hojosos y muy higroscópicos, con un brillo verdoso en ocasiones. Es soluble en agua y adquiere un color verde. Su estructura cristalina es isotópica a la del cloruro de vanadio (III) con grupo espacial R3c (grupo espacial n.º 167), a = 6,400 Å, c = 18,53 Å. Cuando se calienta a unos 500 °C, se forma una fase gaseosa violeta, de la que, en condiciones adecuadas, puede separarse por enfriamiento rápido el bromuro de vanadio(IV) rojo, que se descompone a -23 °C.

### Químicas
Al igual que el cloruro de vanadio(III), el bromuro de vanadio(III) forma complejos solubles de color rojo marrón con dimetoxietano y THF, como [MerVBr3(THF)3].
Las soluciones acuosas preparadas a partir de VBr3 contienen el catión trans -[VBr2(H2O)4]+, La evaporación de estas soluciones produce la sal trans-[VBr2(H2O)4 ]Br .(H2O)2 . 

## Lectura adicional
- Stebler, A.; Leuenberger, B.; Guedel, HU "Síntesis y crecimiento cristalino de A3M2X9  (A = Cs, Rb; M = Ti, V, Cr; X = Cl, Br)" Síntesis inorgánicas (1989), volumen 26, páginas 377–85.